# Kiss Kiss Kiss (Yoko Ono)
Kiss Kiss Kiss è un brano musicale dell'artista giapponese Yōko Ono, pubblicato su singolo nel 1980 come B-side del 45 giri (Just Like) Starting Over di John Lennon, e incluso nell'album Double Fantasy dello stesso anno.

## Il brano
Si tratta di una canzone con influenze disco e new wave dove Ono ansima pesantemente simulando di raggiungere un orgasmo.
Secondo il giornalista musicale John Blaney, Kiss Kiss Kiss combina elementi di adult-oriented rock con avant-garde. Blaney considera Kiss Kiss Kiss "più musicalmente e liricamente avventurosa" di (Just Like) Starting Over.
I docenti di musica Ben Urish e Ken Bielen descrissero il testo come "erotico", indicando esplicitamente la strofa che include le frasi «touch me» ("toccami") e «shaking inside» ("scuotimi dentro"). Nella seconda parte del brano, la Ono si esibisce in un parlato che conduce a un climax orgasmatico ripetendo le parole "più veloce" e "più forte" in giapponese, intervallate da gemiti e grida che il biografo di Ono Jerry Hopkins descrisse come "palesemente sessuali".
Sebbene Yoko Ono abbia riferito che la tematica della canzone è la liberazione della donna e che parli dell'essere coraggiosi abbastanza da mostrare la propria vulnerabilità, lei si sentì imbarazzata quando provò a registrare in studio la parte dell'orgasmo simulato davanti a un gruppo di ingegneri del suono tutti maschi. Ono raccontò: «Ho iniziato a farlo e poi all'improvviso mi sono guardata intorno e tutti quegli ingegneri stavano guardando, e ho pensato, non posso farcela, sai? Così mi sono detta, bene, spengo tutte le luci e mi metto dietro un paravento, e così la feci in quel modo».
Il critico musicale Johnny Rogan scrisse che la canzone "diede prova del suono commerciale e contemporaneo di Yoko, con la batteria di Andy Newmark prominente nel mix e la voce sorprendentemente piacevole e intonata". Il critico dell'Iowa City Press-Citizen Curt Seifert descrisse Kiss Kiss Kiss un "[esempio] piuttosto usa e getta della fatuità delle sperimentazioni passate [di Ono] con la musica cosiddetta d'avanguardia".  Il critico Bill King definì Kiss Kiss Kiss la migliore tra le canzoni di Ono incluse in Double Fantasy. Il critico del Miami Herald Bill Ashton definì il pezzo "una sorta di dance rock che assomiglia molto ai gorgheggi di Lene Lovich."
Nel 2002, a seguito del successo dell'album Open Your Box, la traccia è stata remixata da Superchumbo e pubblicata come singolo.

### Registrazione
Kiss Kiss Kiss venne incisa presso lo studio di registrazione The Hit Factory a New York; il primo tentativo ebbe luogo l'8 agosto 1980, però Yoko Ono restò insoddisfatta della performance e volle ri-registrare il brano il 26 agosto 1980.

## Tracce singolo
N° catalogo Geffen K19186 - ottobre 1980
1. (Just Like) Starting Over (John Lennon) - 3:54
2. Kiss Kiss Kiss (Yoko Ono) - 2:41

## Formazione
- Yoko Ono – voce, battito di mani
- Earl Slick, Hugh McCracken – chitarra
- George Small – tastiere
- Arthur Jenkins – percussioni, battito di mani
- John Lennon – percussioni, chitarra
- Tony Levin – basso
- Andy Newmark – batteria

## Cover
- Nel 2005 il gruppo di Detroit The Dirtbombs incluse una reinterpretazione di Kiss, Kiss, Kiss nel loro album If You Don't Already Have a Look.
- Nel 2016 la traccia è stata remixata da Peaches per l'album Yes, I'm a Witch.[9]